# فريتس شريحة لحم (ستيك فريتس)
شريحة لحم فريتس،  تعني «شريحة لحم وبطاطا مقلية» باللغة الفرنسية، هي طبق شائع للغاية يقدم في المطاعم في جميع أنحاء أوروبا ويتكون من شريحة لحم مع البطاطا المقلية. اعتبر البعض أن أصل الطبق بلجيكا، والتي تدعي أنها مكان اختراعها.

## تاريخ الأكلة
تاريخيا، كان يستخدم شريحة لحم من أرداف البقر لهذا الطبق. في الوقت الراهن يستخدم لحم الأضلاع في هذا الطبق أو فيليه سكوتش (في أستراليا)، ويمكن تقديمه مع صلصة هولندية بشكل غير شائع، يقدم الطبق مع البطاطا المقلية. 
أدت الفرانكوفيليا إلى انتشار الطبق في البلاد الناطقة بالبرتغالية، حيث يطلق عليها bife e [batatas] fritas أو bife com batata frita خاصة في البرازيل، حيث عادة تكون الصلصة عبارة عن حلقات البصل المطبوخة والمقلية في سائل شريحة اللحم نفسها وزيت القلي، وتعتبر الطبق الأكثر شعبية إبى جانب الأرز والفاصولياء. كما أنها تحظى بشعبية كبيرة في البلاد الناطق بالإسبانية.

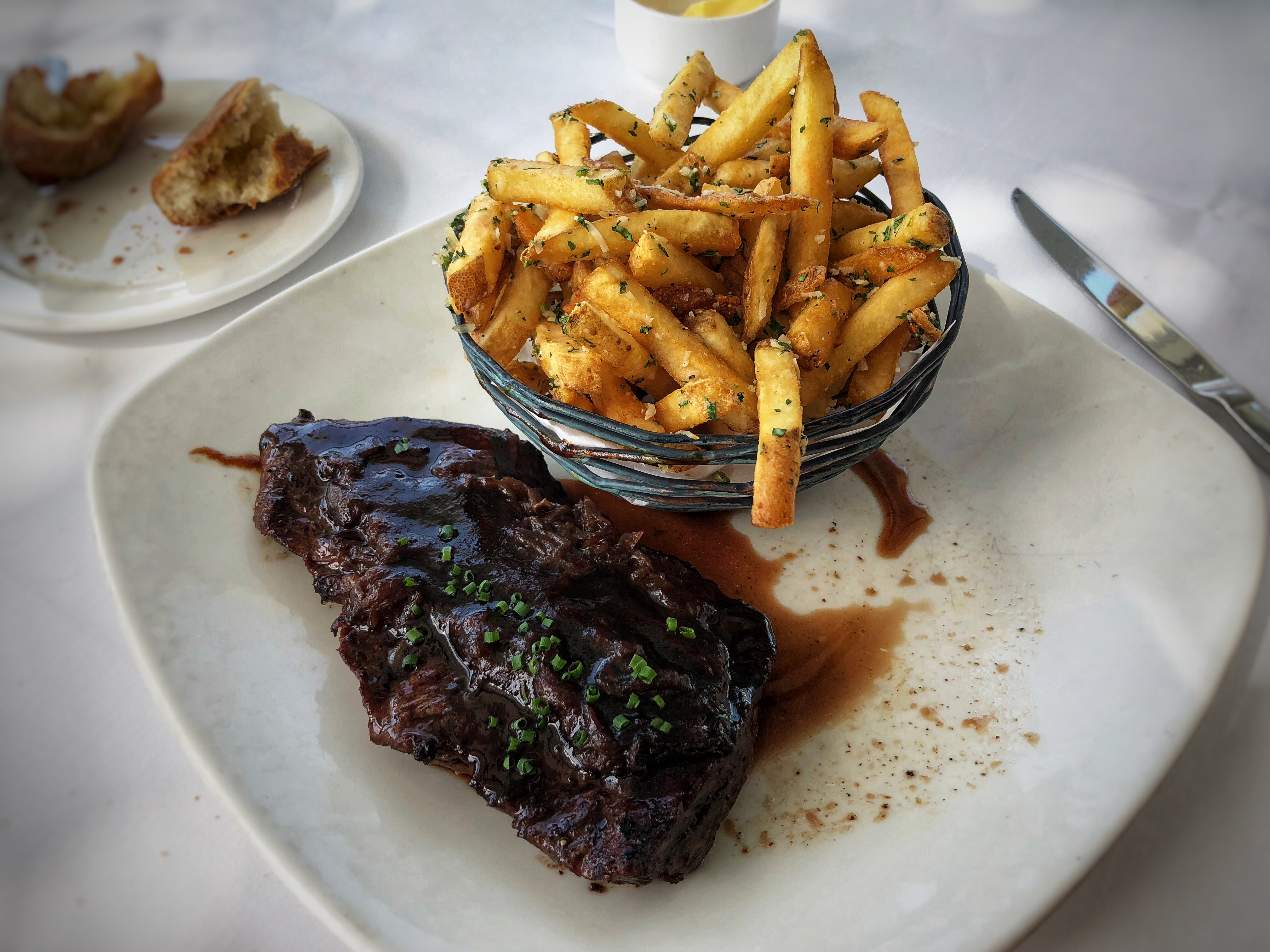
شريحة لحم في مطعم سان فرانسيسكو
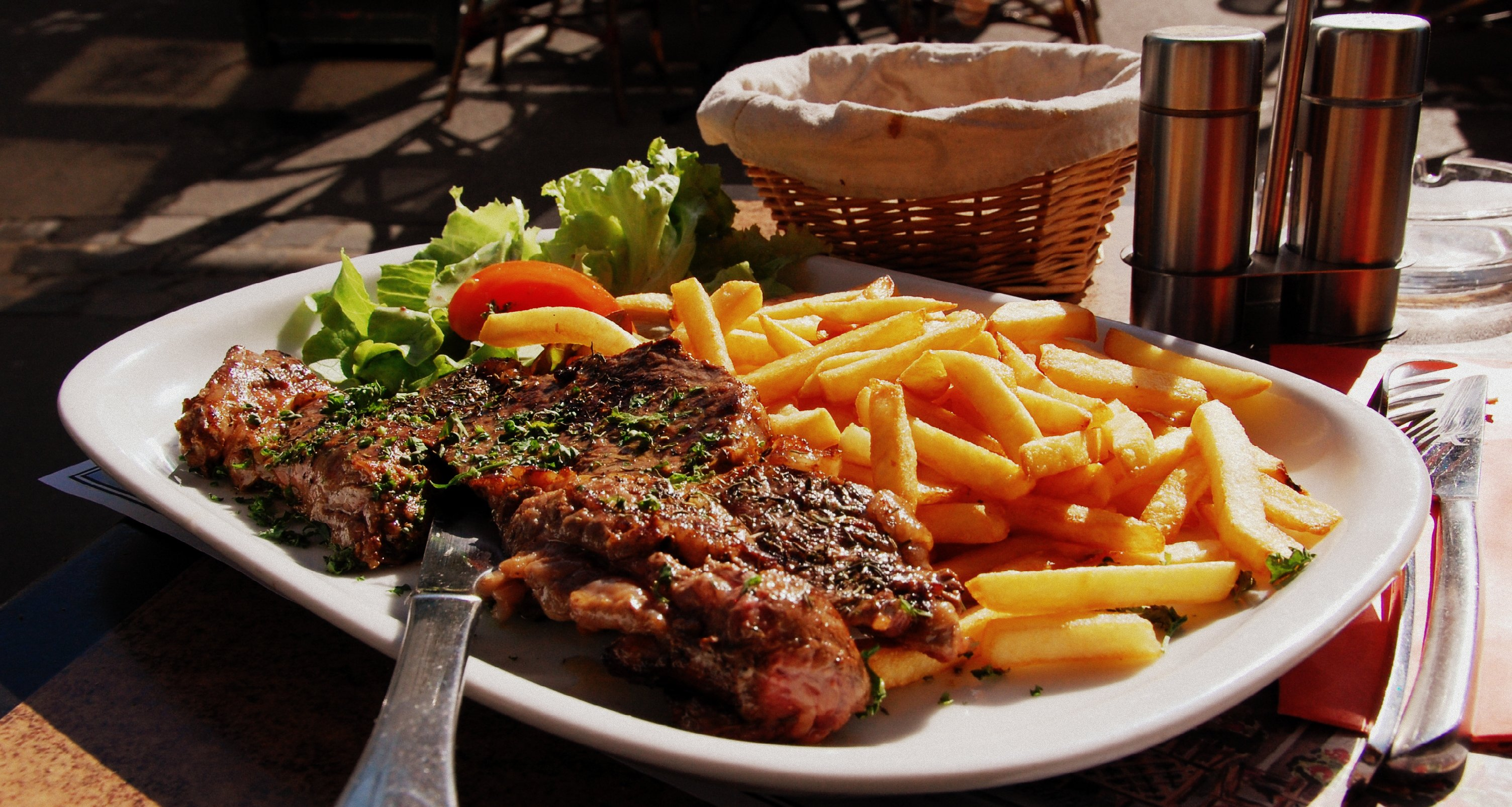
فريتش ستيك في فونتينبلو، فرنسا